# Michael Piccolruaz
Michael Piccolruaz (* 31. Dezember 1995 in Bozen) ist ein italienischer Sportkletterer.

## Karriere
Sein bisher größter Erfolg war ein dritter Platz bei den Europameisterschaften 2017 in der Kombination. Bei der Kletterweltmeisterschaft 2019 belegte er in der Kombination den 14. Platz.
Nachdem der Pakistaner Zàhéér Ahmád seinen ihm von der Tripartite Commission zugedachten Quotenplatz nicht wahrnehmen konnte, da er nicht im Lead angetreten war, und kein anderer potentieller Kandidat für den Quotenplatz zur Verfügung stand, wurde Piccolruaz zusammen mit Anouck Jaubert einer dieser Quotenplätze als Wildcard zugedacht und so qualifizierte er sich für die Olympischen Sommerspiele 2020 in Tokio. Dort erreichte er in der Qualifikation den 15. Platz und verpasste so die Qualifikation für das Finale. Er gehört der Federazione Arrampicata Sportiva Italiana an.
Im September 2023 gelang ihm die dritte Begehung der Deep-Water-Soloing-Route Alasha (9a) in Mallorca.

## Erfolge (Auswahl)

### Kletterrouten
- Helmutant (9a) – Südtirol, Italien – 27. April 2014 – Erstbegehung[4]
- Das Erbe der Väter (8c+) – Wilder Kaiser, Österreich – 5. August 2023
- Gambit (8c+) – Wilder Kaiser, Österreich – 28. Oktober 2022
- Tunnelblick (8c+) – Wilder Kaiser, Österreich – 18. November 2020
- Lichtjahre (8c+) – Wilder Kaiser, Österreich – 7. November 2020
- The Source (8c+) – Zillertal, Österreich – 10. Mai 2020
- Synergieeffekt (8c+) – Ötztal, Österreich – 27. Juli 2019
- Tornado (8c+) – Yangshuo, China – 23. Oktober 2018

### Deep Water Solo
- Alasha (9a) – Mallorca, Spanien – September 2023[3]
- Inconvenient Roof (8a+/b) – Mallorca, Spanien – September 2023
- Mia Julia (8a) – Mallorca, Spanien – September 2023 – Erstbegehung

### Boulder
- Sierra Madre (8C) – Zillertal, Österreich – 15. März 2020[5]
- La grosse Tarlouze (8C) – Magic Wood, Schweiz – 31. März 2015 – Erstbegehung